# Brevet de technicien supérieur - Négociation et digitalisation de la relation clients
Pour les articles homonymes, voir NDRC et NRC.
Le brevet de technicien supérieur Négociation et digitalisation de la relation client (NDRC) est un diplôme de niveau bac+2 qui forme aux métiers du commerce et de la relation clientèle. Il s'adresse aux étudiants qui souhaitent se former en deux ans au métier de la vente et du commerce en général.
Il a remplacé en 2019 le brevet de technicien supérieur Négociation et relation client (NRC), qui a lui même remplacé en 2005 le  brevet de technicien supérieur Force de vente créé en 1988.

## Présentation
La formation bac+2 aborde principalement l'économie en entreprise, le droit, le management d'équipe commerciale, la gestion des clients et la gestion de projet.

## Mode de formation
Le Brevet de technicien supérieur NDRC peut être suivi en formation initiale sous statut scolaire ou en alternance. En France, plus de 445 établissements proposent cette formation ; il s'agit le plus souvent de lycées publics ou privés.
Le BTS NDRC peut également être passé en formation continue grâce à la validation des acquis professionnel. 
Autre mode de formation de plus en plus en vogue, la formation par correspondance : une dizaine d'organismes de formations par correspondance proposent le BTS NRDC.

## Programme et matières
Le BTS NRDC propose des enseignements techniques, et de culture générale.
On y trouve différentes matières comme : culture générale, langue vivante, culture économique, relation client et négociation-vente, relation client à distance et digitalisation, relation client et animation de réseaux.
| Matières enseignées                                    | 1re année Horaire / sem | 2e année Horaire /sem |
| ------------------------------------------------------ | ----------------------- | --------------------- |
| Culture générale et expression                         | 2                       | 2                     |
| Langue vivante étrangère                               | 3                       | 3                     |
| Culture économique, juridique et managériale           | 4                       | 4                     |
| Culture économique, juridique et managériale appliquée | 1                       | 1                     |
| Relation client et négociation-vente                   | 6                       | 6                     |
| Relation client à distance et digitalisation           | 5                       | 5                     |
| Relation client et animation de réseaux                | 4                       | 4                     |
| Atelier de professionnalisation                        | 4                       | 4                     |
| Langue vivante étrangère 2 (enseignement facultatif)   | 2                       | 2                     |
| Total                                                  | 29 (31)                 | 29 (31)               |

## Stages
En plus de ces disciplines, les étudiants devront passer 16 semaines de stage en entreprise (11 semaines en 1ère année ; 5 semaines en 2ème année), afin de les professionnaliser et dans le but de découvrir et d'assimiler des compétences professionnelles. Les stages peuvent se faire dans plusieurs domaines tels que la grande distribution, la banque, l’immobilier, l’assurance ou bien encore la vente automobile en concession.

## Métiers visés et poursuites d'études
Le BTS NDRC vise le domaine de la vente, et notamment l’activité commerciale, la relation client et le management. Il est ainsi possible de devenir commercial, conseiller client, assistant chef de produit, community manager, téléprospecteur/téléconseiller bancaire, assistant e-commerce, promoteur des ventes, conseiller immobilier, etc.
Après l'obtention du BTS, plusieurs choix permettent des poursuites d'études en licence professionnelle (ou en licence) afin de se spécialiser dans un domaine plus précis et de continuer dans la branche du commerce. Intégrer un Bachelor dans le domaine ciblé ou encore une école de commerce est aussi réalisable.